# Пониківський гідрологічний заказник
Пони́ківський зака́зник — гідрологічний заказник місцевого значення в Україні. Розташований у Золочівському районі Львівської області, між селами Пониква та Черниця. 
Площа 53,7 га. Створений рішенням Львівської обласної ради від 01.10.1998 р. № 71 з метою збереження водно-болотної ділянки, що характеризується високим рівнем збереженості природної структури біогеоценозів і витоку р. Стир. Підпорядкований Пониківській та Черницькій сільським радам. 
Територія заказника входить до Малополіського екокоридору національного рівня, де розташовані шляхи переміщення та місця перебування зубра.
Входить до складу Національного природного парку «Північне Поділля».

## Галерея

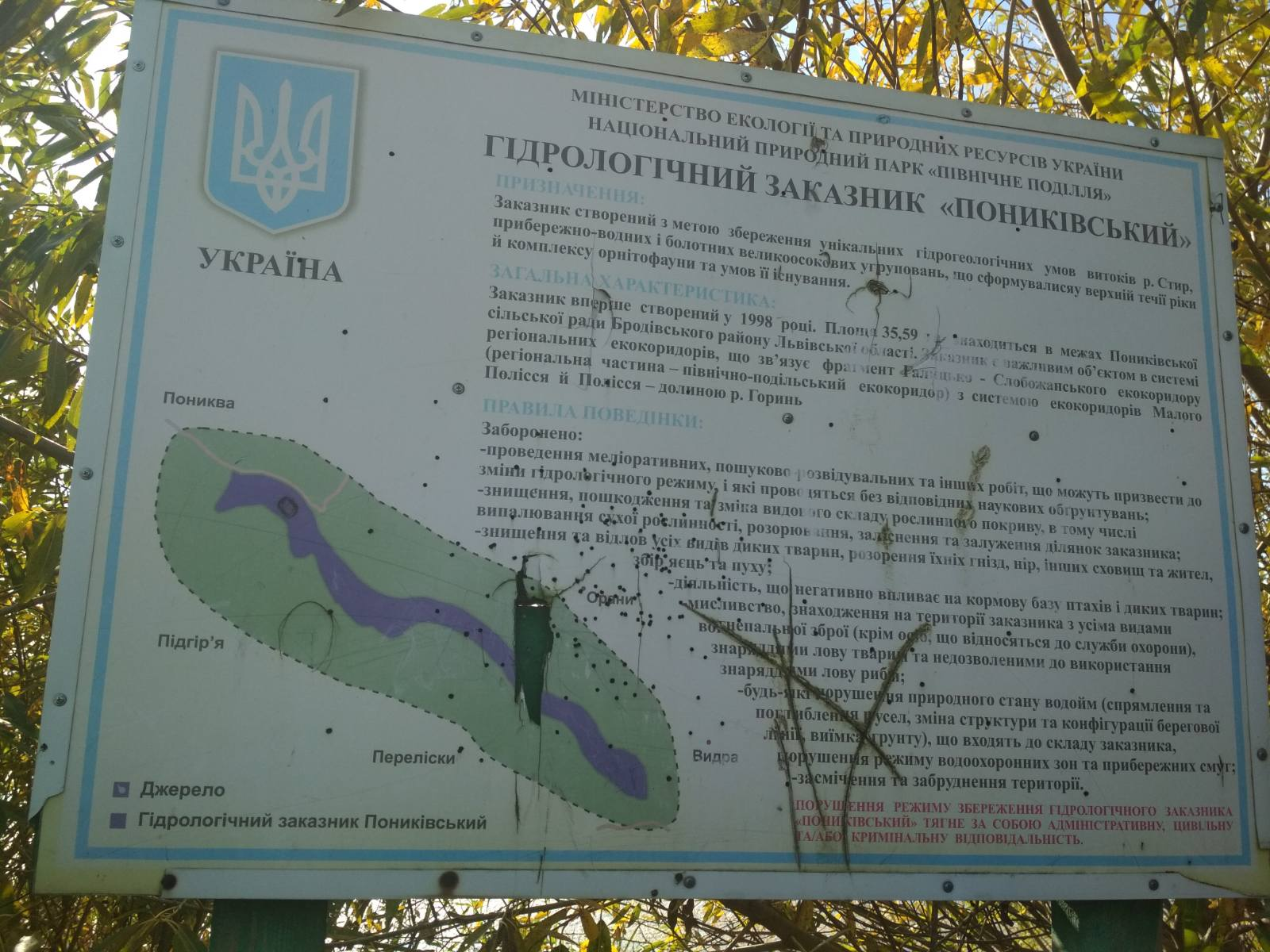
Інформаційний щит